# Josu Ortuondo Larrea
Josu Ortuondo Larrea (* 13. Februar 1948 in Bilbao) ist ein spanischer Politiker der baskisch-nationalistischen Partei PNV. Von 1999 bis 2009 war er Mitglied des Europäischen Parlaments.

## Berufliche Laufbahn
Neben einem Studium der Betriebswirtschaftslehre, die er 1982 mit einem Master of Business Administration abschloss, arbeitete Ortuondo von 1969 bis 1987 als Bankkaufmann. Danach war er bis 1991 Generaldirektor des öffentlich-rechtlichen baskischen Radio- und Fernsehsenders Euskal Telebista. Von 1991 bis 1999 leitete er die Messe von Bilbao. Daneben war er Präsident verschiedener Unternehmen, etwa des Energieversorgers Bilbogás.

## Politische Laufbahn
Nach dem Ende der Franco-Diktatur schloss sich Ortuondo der wieder zugelassenen Partei PNV an, deren Vorstand er 1983 bis 1987 als Verantwortlicher für Verwaltungs- und Finanzangelegenheiten angehörte. Von 1991 bis 1995 war er Bürgermeister von Bilbao, ab 1995 auch Präsident des baskischen Städtetags. Zudem war er 1994–1999 Vorstandsmitglied des Rats der Gemeinden und Regionen Europas und 1995–1999 Vorstandsmitglied von Eurocities.
Bei der Europawahl 1999 wurde Ortuondo ins Europäische Parlament gewählt, dem er bis 2009 angehörte. Er war hier Mitglied im Vorstand der liberalen Fraktion ALDE und saß im Ausschuss für Verkehr und Fremdenverkehr.